# لوبوس میشل
لوبوس میشل 
(به اسلواکی: Ľuboš Micheľ) از داوران سرشناس فوتبال و اهل اسلواکی است. این داور در لیست بهترین داوران قرن بیست ویکم در رده ششم جای دارد.
این داور قضاوت بازی معروف بین لیورپول و چلسی را در نیمه نهایی لیگ قهرمانان برعهده داشته که تیم لیورپول با گل معروف به گل روح به فینال راه یافت.
همچنین قضاوت فینال لیگ قهرمانان سال ۲۰۰۸ را برعهده داشته‌است. هم‌اکنون مدیر باشگاه باشگاه فوتبال پائوک می‌باشد.